# 卡爾弗 (明尼蘇達州)
卡爾弗（英語：Culver）是位於美國明尼蘇達州聖路易斯縣卡爾弗鎮區及因達斯特里阿爾鎮區的一個非建制地區。

## 歷史
卡爾弗的郵局於1894年成立，其後於1989年停運。此地得名自德盧斯首任市長約書亞·B·卡爾弗（Joshua B. Culver）。

## 地理
卡爾弗所處的海拔為高於海平面393米（即1289英呎），而該地所採用的時區為UTC-6，即北美中部時區（CST）。同時該地設有夏令時間，為UTC-6調快一小時，即UTC-5（CDT）。